# هال شايفر
هال شايفر (بالإنجليزية: Hal Schaefer)‏ هو مؤلف موسيقى تصويرية وعازف جاز وعازف بيانو أمريكي، ولد في 22 يوليو 1925 في نيويورك في الولايات المتحدة، وتوفي في 8 ديسمبر 2012 في فورت لودرديل في الولايات المتحدة.

## وصلات خارجية
- الموقع الرسمي
- هال شايفر على موقع IMDb (الإنجليزية)
- هال شايفر على موقع ميوزك برينز (الإنجليزية)
- هال شايفر على موقع قاعدة بيانات برودواي على الإنترنت (الإنجليزية)
- هال شايفر على موقع أول ميوزيك (الإنجليزية)
- هال شايفر على موقع ديسكوغز (الإنجليزية)
- هال شايفر على موقع قاعدة بيانات الفيلم (الإنجليزية)